# West Helena
West Helena è la parte occidentale della città di Helena-West Helena, capoluogo di contea della contea di Phillips, Arkansas, Stati Uniti. Secondo lo United States Census Bureau nel censimento dell'anno 2000, questa parte di città ha registrato 8.689 abitanti.
West Helena e la città-sorella di Helena, posta nella parte a est e anch'essa adagiata lungo il fiume Mississippi, sono stati uno dei punti focali nello sviluppo della musica blues. Le due cittadine sono state unificate il 1º gennaio 2006 in un'unica entità urbanistica con il nome di Helena-West Helena, sede di contea.
Sempre secondo lo United States Census Bureau, nel 2000 - ovvero prima dell'unificazione con Helena - West Helena da sola contava su una superficie di 11.5 km²), tutti su superficie emersa.